# Mousseaux-sur-Seine
Mousseaux-sur-Seine là một xã thuộc tỉnh Yvelines, trong vùng Île-de-France, Pháp.
Mousseaux-sur-Seine là một xã ven sông Seine, cự ly 14 km về phía tây của Mantes-la-Jolie và 6 km về phía đông của Bonnières-sur-Seine, qua tả ngạn sông. Các xã giáp ranh là: Freneuse và Méricourt về phía tây, Moisson về phía bắc. Về phía đông, sông Seine chia tách xã này khỏi Saint-Martin-la-Garenne.

## Thông tin nhân khẩu
| 1793 | 1800 | 1806 | 1821 | 1831 | 1836 | 1841 | 1846 | 1851 |
| ---- | ---- | ---- | ---- | ---- | ---- | ---- | ---- | ---- |
| 631  | 627  | 593  | 568  | 515  | 462  | 426  | 407  | 356  |

| 1856 | 1861 | 1866 | 1872 | 1876 | 1881 | 1886 | 1891 | 1896 |
| ---- | ---- | ---- | ---- | ---- | ---- | ---- | ---- | ---- |
| 321  | 281  | 259  | 230  | 230  | 232  | 233  | 211  | 188  |

| 1901 | 1906 | 1911 | 1921 | 1926 | 1931 | 1936 | 1946 | 1954 |
| ---- | ---- | ---- | ---- | ---- | ---- | ---- | ---- | ---- |
| 168  | 170  | 181  | 151  | 141  | 136  | 198  | 185  | 172  |

| 1962                                         | 1968 | 1975 | 1982 | 1990 | 1999 | - | - | - |
| -------------------------------------------- | ---- | ---- | ---- | ---- | ---- | - | - | - |
| 180                                          | 191  | 289  | 415  | 494  | 558  | - | - | - |
| Số liệu kể từ 1962 : dân số không tính trùng |      |      |      |      |      |   |   |   |

## Các thị trưởng
| Danh sách các thị trưởng               |           |             |               | |
| Giai đoạn                              | Giai đoạn | Tên         | Đảng          | Tư cách                                                                                            |
| tháng 3 năm 2001                       | 2008      | Gérard Ours | Divers droite | Agriculteur                                                                                        |
| Tất cả các dữ liệu trước đây không rõ. |           |             |               | |
| mars 2008                              | 2014      | Gérard Ours | Divers droite | Agriculteur 1er adjoint André Pescheur - 2d Adjoint Frédéric Magusto - 3eme adjointe Nicole Chabre |